# Charlesbreen
Charlesbreen är en glaciär i Antarktis. Den ligger i Östantarktis. Norge gör anspråk på området. Charlesbreen ligger 2 394 meter över havet.